# Jia'ergalesaihan
Jia'ergalesaihan (kinesiska: 嘉尔嘎勒赛汉, 嘉尔嘎勒赛汉镇) är en köping i Kina. Den ligger i den autonoma regionen Inre Mongoliet, i den norra delen av landet, omkring 630 kilometer sydväst om regionhuvudstaden Hohhot. Antalet invånare är 6888. Befolkningen består av 3 066 kvinnor och 3 822 män. Barn under 15 år utgör 15,0 %, vuxna 15-64 år 77 %, och äldre över 65 år 7,0 %.
Genomsnittlig årsnederbörd är 275 millimeter. Den regnigaste månaden är juni, med i genomsnitt 63 mm nederbörd, och den torraste är december, med 1 mm nederbörd.